# Theodor von Heuglin
Martin Theodor von Heuglin (Hirschlanden, Leonberg, 20 de marzo de 1824 - Stuttgart, 5 de noviembre de 1876) fue un explorador y ornitólogo alemán.

## Biografía
Su padre fue un pastor protestante. Heuglin recibió educación como ingeniero de minas, pero su ambición de ser un científico e investigar regiones desconocidas le llevó a estudiar ciencias naturales y en particular zoología.
En 1850 viajó a Egipto, donde aprendió árabe y visitó el mar Rojo y el Sinaí. En 1852 acompañó Christian Reitz, cónsul de Austria en Jartum, en un viaje a Abisinia. Después de la muerte de Reitz fue nombrado su sucesor en el consulado. Mientras estuvo en este puesto viajó a Abisinia y Kordofán, recogiendo valiosos especímenes para las ciencias naturales. En 1857 viajó a lo largo de la costa africana del mar Rojo y la costa somalí.
En 1860 fue elegido para liderar una expedición para buscar a Eduard Vogel, siendo sus compañeros Werner Munzinger, Gottlob Kinzelbach, y Hermann Steudner. En junio de 1861 la expedición desembarcó en Massawa, con instrucciones de ir directamente a Jartum y después a Ouaddai, donde se suponía que Vogel estaba detenido. Heuglin, acompañado por Steudner, dio una amplia vuelta a través de Abisinia y a través del país de los galla, y como consecuencia de esto le fue retirada la dirección de la expedición. Heuglin y Steudner alcanzaron Jartum en 1862 y allí se unieron a una expedición organizada por Alexandrine Tinné. Viajaron río arriba por el Nilo Blanco hasta Gondokoro, explorando una gran parte de Bahr el Ghazal, donde Steudner murió de fiebre el 10 de abril de 1863.
Heuglin volvió a Europa a finales de 1864. En 1870 y 1871 realizó varias exploraciones del archipiélago de las Svalbard y de Nueva Zembla. En 1875 viajó de nuevo al noreste de África, por Beni, Amer y el norte de Abisinia. Cuando murió en Stuttgart se encontraba preparando una expedición a la isla de Socotra.

## Obra
- Systematische Übersicht der Vögel Nordost-Afrikas 1855
- Die deutsche Expedition in Ost-Afrika 1861 und 1862. Justus Perthes, Gotha 1864 (con Gottlob Theodor Kinzelbach, Werner Munzinger, Hermann Steudner
- Reisen in Nordost-Afrika, 1852-1853 Gotha, 1857
- Syst. Übersicht der Säugetiere Nordost-Afrikas Viena, 1867
- Reise nach Abessinien, den Gala-Landern, &c., 1861-1862 Jena, 1868
- Reise in das Gebiet des Weissen Nil, &c. 1862-1864 Leipzig, 1869
- Reisen nach dem Nordpolarmeer, 1870-1871 Brunswick, 1872-1874
- Die Ornithologie Nordost-Afrika’s, der Nilquellen- und Küsten-Gebiete des Rothrn Meeres und des nördlichen Somal-Landes. Theodor Fischer, Kassel 1869–73 , vv. 1-1, vv 1-2, vv 2-1, vv 2-2
- Reise in Nordost-Afrika Brunswick, 1877, 2 vv

## Eponimia
Especies vegetales
- (Fabaceae) Philenoptera heuglini Pritz.[1]

Especies animales
- avutarda somalí Neotis heuglinii
- anteojito ojiblanco Zosterops poliogastrus